# 坦氏巴塔鱨
坦氏巴塔鱨，為輻鰭魚綱鯰形目鱨科的其中一種，為熱帶淡水魚類，分布於亞洲印度、孟加拉、緬甸、泰國淡水流域，體長可達9公分，棲息在溪流底層水域，生活習性不明，可做為食用魚。

## 扩展阅读
維基物種上的相關：坦氏巴塔鱨